# Parex Bank
Parex Bank va ser fundada el 1992 per Valery Kargin i Viktor Krasovickis com una empresa de serveis de banca de propietat privada a Riga, Letònia. Els seus serveis es comercialitzaven tant a nivell local com amb clients internacionals, a l'Europa occidental i Rússia.

## Història
Gran part dels préstecs de Parex es van realitzar dins dels països bàltics, sense que l'afectés greument la crisi financera russa de 1998. Els anys immediatament després quan Estònia, Letònia i Lituània es van adherir a la Unió Europea el 2004, van tenir una afluència d'inversió estrangera, que els va portar a una economia sobre recarregada i a una bombolla immobiliària que va esclatar durant la crisi financera global del 2007-2012. El 15 de setembre de 2008 el fracàs del banc Lehman Brothers dels Estats Units els va portar a una forta caiguda en la liquiditat i els inversors internacionals van començar a retirar els actius.
El control majoritari del 51% de Parex va ser adquirit, als dos fundadors, pel govern letó el 8 de novembre de 2008 per una quantitat simbòlica de 2 lats letons. Posteriorment, el govern va ampliar la seva participació en Parex comprant a altres accionistes per la quantitat de 0,01 €/acció, tot seguit, es va dividir la institució en banc bo i en banc dolent: 
- Citadele bank es va separar l'1 d'agost de 2010 com un banc bo.[4]
- Els actius problemàtics restants van romandre amb Parex Bank, fins que la llicència bancària Parex va ser abandonada el 15 de març de 2012 i es va reconvertir finalment en l'empresa de gestió d'actius Reverta.[5]

Pocs dies després de la divisió, Parex va demandar als seus fundadors, acusant-los de conflicte d'interessos en les seves relacions amb el banc. L'alt cost d'aquestes operacions va obligar al govern letó a manllevar diners al Fons Monetari Internacional i a la Comissió Europea per a cobrir el dèficit de balança de pagaments.